# Omphale exodonta
Omphale exodonta är en stekelart som beskrevs av Christer Hansson 1996. Omphale exodonta ingår i släktet Omphale och familjen finglanssteklar. Inga underarter finns listade i Catalogue of Life.